# Јелена Лиховцева
Јелена Александровна Лиховцева (рус. Елена Александровна Лиховцева; рођена 8. септембра 1974. у Алма Ати, Казахстан, тадашњи СССР) је руска тенисерка. У синглу је достигла 15. место на ВТА листи, но боља је била у дубловима (достигла је 3. место). Заједно са Махешом Бупатијем, освојила је Вимблдон 2002. у мешовитим паровима, а била је финалисткиња многих Гренд слем турнира у женском дублу.
Њене добре пријатељице су Ана Курњикова и Анастасија Мискина.

## Гренд слем финала у дублу

### Мешовити дубл

#### Победе (2)
| Година | Турнир           | Партнер        | Противници                     | Резултат |
| 2002.  | Вимблдон         | Махеш Бупати   | Данијела Хантухова Кевин Улије | 6–2, 7–5 |
| 2007.  | Аустралијан Опен | Данијел Нестор | Викторија Азаренка Макс Мирни  | 6–4, 6–4 |

### Порази (3)
| Година | Турнир           | Партнер        | Противници                       | Резултат |
| 2003.  | Ролан Гарос      | Махеш Бупати   | Лиса Рејмонд Мајк Брајан         | 6–3, 6–4 |
| 2006.  | Аустралијан Опен | Данијел Нестор | Мартина Хингис Махеш Бупати      | 6–3, 6–3 |
| 2006   | Ролан Гарос      | Данијел Нестор | Катарина Среботник Ненад Зимоњић | 6–3, 6–4 |

### Женски дубл

#### Порази (4)
| Година | Турнир           | Партнерка          | Противнице                           | Резултат      |
| 2000.  | УС Опен          | Кара Блек          | Џули Халард-Декугис Аи Сугијама      | 6–0, 1–6, 6–1 |
| 2004.  | Аустралијан Опен | Светлана Кузњецова | Вирхинија Руано Паскуал Паола Суарез | 6–4, 6–3      |
| 2004   | Ролан Гарос      | Светлана Кузњевоца | Вирхинија Руано Паскуал Паола Суарез | 6–0, 6–3      |
| 2004   | УС Опен          | Светлана Кузњевоца | Вирхинија Руано Паскуал Паола Суарез | 6–4, 7–5      |